# Chilatherina pricei
Chilatherina pricei, comunemente noto come pesce arcobaleno di Price, è una specie di pesce arcobaleno che si trova solo sull'isola di Yapen.  La specie è stata descritta da Gerald R. Allen e Samuel J. Renyaan nel 1996, e prende il nome da David Price, che raccolse l'esemplare tipo per questa specie.

## Distribuzione e habitat
Chilatherina pricei è endemica di Yapen, Baia di Cenderawasih, Nuova Guinea occidentale, Indonesia, dove si trova nel canale principale del sistema fluviale Reifafeif su massi o rocce. Il pesce arcobaleno di Price a volte si trova con la Melanotaenia japensis, nonostante generalmente non si trovi nel canale principale del fiume Reifafeif.

## Descrizione
Il pesce arcobaleno di Price cresce fino a una lunghezza da 7 a 10 cm ed è stato descritto sulla base di 23 esemplari raccolti. Sembra simile a Chilatherina fasciata, ma ha un muso più smussato.